# تونی انان
تونی آنان (انگلیسی: Tony Annan؛ زادهٔ ) بازیکن فوتبال است. 	وی در باشگاه فوتبال آتلانتا یونایتد بازی کرده است.